# Faneser Platz

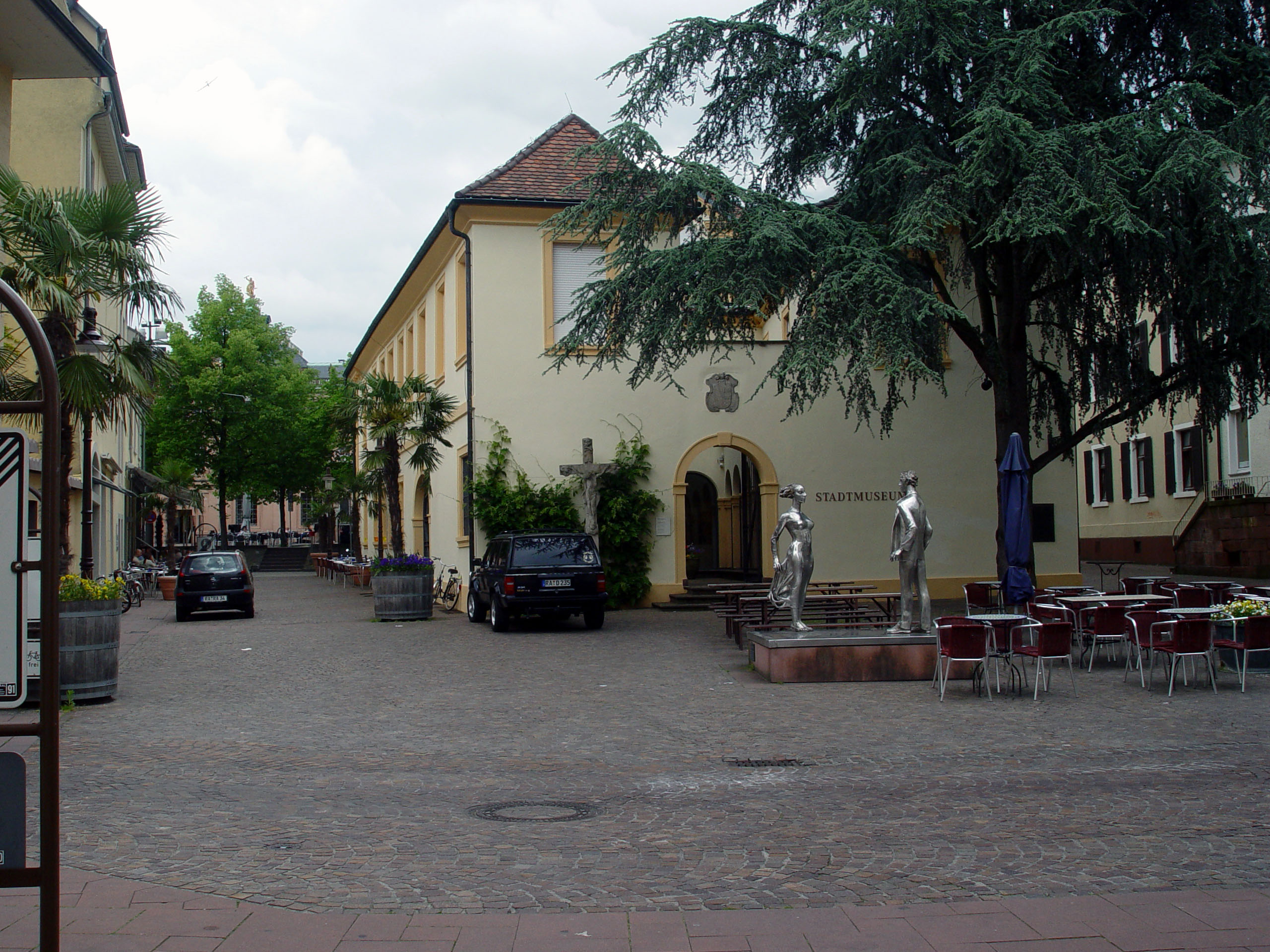
Faneser Platz in Rastatt

Der Faneser Platz ist ein Platz im badischen Rastatt.
Anlässlich der Partnerschaft von Fano und Rastatt aus den Jahren 1985/86, wurde am  15. September 1991 in Rastatt der Faneser Platz der Öffentlichkeit übergeben. Die am 13. April 1985 von Bürgermeister Gustavo Mazzoni in Fano und am 13. September 1986 von Oberbürgermeister Franz J. Rothenbiller in Rastatt unterzeichnete Urkunde beruht auf einer langen gemeinsamen Verbundenheit der beiden Städte.
Bereits das in Rastatt stehende Schloss wurde vom Faneser Baumeister Domenico Egidio Rossi erbaut; so verwundert es nicht, dass der Platz von einem Kunstwerk des berühmten  Faneser Bildhauers Giuliano Vangi geziert wird.
Der Platz in der Nähe des Schlosses, ist auch der Eingang zum Rastatter Stadtmuseum mit vielen Informationen zur Geschichte der Stadt.
Koordinaten: 48° 51′ 27,8″ N, 8° 12′ 13,6″ O